# جزيرة سيدي الجيلالي
جزيرة سيدي الجيلالي (بالإنجليزية: Sidi Al Jilali Island)‏ جزيرة صغيرة تقع في البحر الأبيض المتوسط قبالة شاطئ مدينة بني حواء بولاية الشلف الواقعة شمال غرب الجزائر. تبلغ مساحة الجزيرة حوالي 0.56 هكتار وقد تم إستغلالها كرصيف لميناء المدينة.